# Lenguas macro-bai
Las lenguas bai (en chino: 白语支) o macro bai son una rama de lenguas sino-tibetanas propuesto en 2010 por el lingüista Zhengzhang, quien argumentó que el idioma bai y el caijia son lenguas hermanas. Por el contrario, Sagart (2011) sostiene que el caijia y el idioma waxiang del noroeste de Hunan constituyen una escisión temprana del chino antiguo. Además de estas también se incluyen el longjia y el luren, dos idiomas extintos del oeste de Guizhou estrechamente relacionadas con el caijia (Guizhou 1984).

## Idiomas
Los idiomas incluidos son:
- Bai[1]
- Lenguas cai-long :[7] caijia, longjia, luren[4]

Hölzl (2021) demuestra que el caijia, longjia y luren están estrechamente relacionados entre sí como parte de un grupo lingüístico al que llama Ta–Li o Cai–Long.
El bai tiene más de un millón de hablantes, el longjia y el luren están probablemente extintos, mientras que el caijia está en grave peligro de extinción con aproximadamente 1.000 hablantes. Es posible que la etnia qixingmin del condado de Weining (Guizhou) también hablara un idioma gran bai, pero actualmente hablan luoji.
Wu y Shen (2010) han señalado similitudes entre el chino antiguo, el waxiang, caijia y bai. Gong Xun (2015) señala que el bai tiene una capa de vocabulario sino-bai y una capa de vocabulario no sinítico, que puede ser qiang. Gong también sugiere que la capa de chino antiguo en el bai es más similar a las variedades centrales de chino antiguo de principios del siglo III en Ji, Yan, Si y Yu, que muestran la innovación fonológica del chino antiguo *l̥ˤ- > *xˤ-, que a las variedades del chino antiguo oriental (es decir, Qingzhou y Xuzhou, etc.) que más tarde impactaron al chino medio, que muestran CA *l̥ˤ- > *tʰˤ- > CM th-. Baxter y Sagart (2014: 113-114) también han observado esta división dialectal este-oeste en el chino antiguo.